# Унія трьох націй

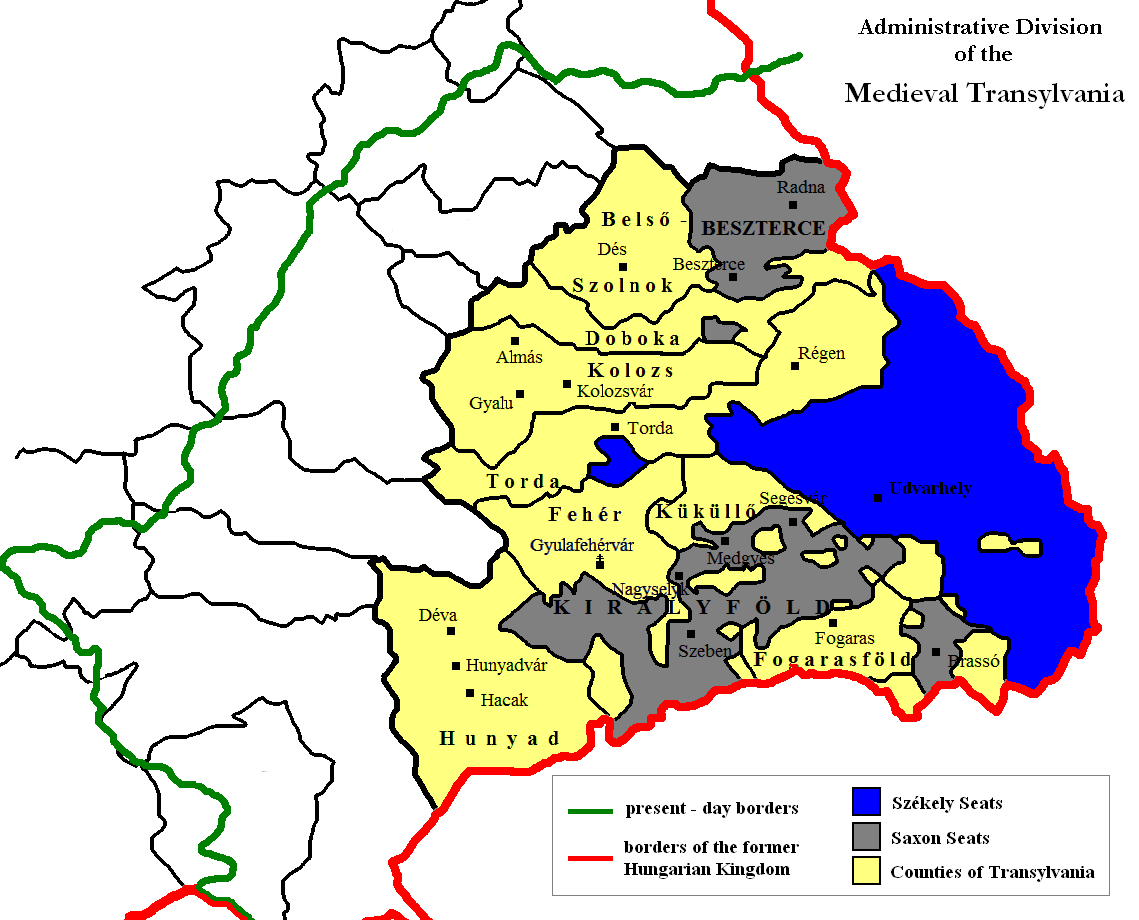
Мапа середньовічної Трансильванії

Сою́з трьох на́цій (також Союз Трьох Народів, Триєдиний Союз, лат. Unio Trium Nationum) — союзне об'єднання трьох католицьких народів (угорці, німці й секеї), які контролювали політико-економічне життя середньовічної Трансильванії до 1918 року.

## Передумови
Переважно романомовна Трансильванія остаточно увійшла до складу Угорського королівства ще в XI ст. Таким чином, до православних волохів (румунів), що населяли її, додались угорці, число яких зростало. Ще з кінця IX ст. угорські ватажки, а потім і королі, піклуючись про посилення своєї влади, заохочували переселення в край секеїв та чангошів (один із родів угорців), яким доручили охорону кордонів королівства Угорщина. Розпочався процес мадяризації регіону. У XII–XIII століттях угорці активно залучають на поселення також і німців, головним чином з Саксонії (також відомі як трансильванські сакси), велика частина яких осіла в містах, де склала більшість населення, що займається ремеслом і торгівлею.

## Історія
Навіть коли Трансильванія виявилася (хай і формально) поза Угорським королівством, в системі земель, що безпосередньо підпорядковувалися Австрійської імперії (пізніше Цислейтанія), але панування в ній угорського дворянства залишилося непорушним, потім знову зміцніло (виникла Транслейтанія). Етнічна та мовна різниця доповнювалася також релігійною. Угорці сповідували католицтво, німці — католицтво та лютеранство. Волоська еліта під тиском правлячого класу також прийняла католицтво і мадяризувалася. Незгодні втратили всі привілеї. Румунські селяни зберегли вірність православ'ю, нечисленні містяни румуни перейшли в «компромісне» уніатство.

## Етнічна стратифікація і сегрегація
У 40-і рр. XIX ст. в Трансильванії проживало, за приблизними підрахунками, 1,3 млн румунів (60 %), 0,6 млн угорців і секеїв (28 %) і 0,2 млн німців (10 %), «не рахуючи» циган, євреїв, українців, сербів і т. д. Але у правовому плані як і раніше визнавалися лише три «історичні нації» — мадяри, німці та секеї, представлені в законодавчому зборах Князівства. Румуни офіційної «нацією» не вважалися і представництвом не користувалися, що означало відмову від визнання їх мови і культури, позбавляло їх легальної можливості захисту національних прав. В особливо поганому становищі опинилися румуни і в плані соціальному: їх феодальна верхівка втратила землі або помадярилася ще в XI–XVI століттях. На відміну від Дунайських князівств (Князівство Волощина та Молдовське князівство), румунська громада Трансильванії не володіла повною соціальною структурою, в її середовищі поміщик і або міщани як соціальні класи відсутні: великий землевласник-мадяр або міщанин-німець протистояв залежному селянину-румунові. В результаті Трансильванія (особливо Північна Трансильванія) швидше нагадувала ПАР або Південь США. Незважаючи на присутність багатьох народів, плавильним казаном країна так і не стала. Зберігалася всеосяжна інституційна сегрегація. Різні народи займали різні місця в державної, соціальної та політичної структурі Трансильванії, зберігаючи замкнутість і відчуженість.

## Подальше читання
- Magyarország történeti kronológiája, MTA Történettudományi Intézet (Historical Chronology of Hungary, Hungarian Academy of Sciences), 1981 (угор.)
- Erdély története, MTA Történettudományi Intézet (History of Transylvania, Hungarian Academy of Sciences), 1986 (угор.)